# Nastawienie odnoszące
Nastawienie odnoszące – zjawisko psychologiczne, podobne do urojeń ksobnych, niebędące jednak stanem psychopatologicznym.
Nastawienie odnoszące oznacza takie zachowanie, w którym dana osoba odnosi w stosunku do siebie pewne wydarzenie nie mając do tego wystarczających powodów. W odróżnieniu od urojeń argumentacja jest w stanie przekonać daną osobę, że jej przekonania są błędne.
Jako przyczyny takie zachowania można wymienić nieufność do otoczenia czy poczucie braku akceptacji przez grupę.